# Јоаким Тасић
Јоаким Тасић (Крагујевац, 10. јануар 1995) српски je глумац.

## Биографија
Његова мајка Гордана Тасић је позоришна глумица.
Прве глумачке улоге имао је у омладинском позоришту ДАДОВ.
Дипломирао је глуму на Факултет драмских уметности у Београду. Члан је Југословенског драмског позоришта од 2018. године.

## Награде
- Награда Залог за будућност на 4. издању фестивала Позоришно пролеће.[5]
- Годишња награда ЈДП (колективна 2019)[3]
- Награда Златно зрно за најбољег младог глумца на фестивалу Буцини дани у Александровцу, за улогу Младог газде Симеона Његована[3]
- Награда Ардалион за најбољег младог глумца[3]
- Политикина награда Авдо Мујчиновић за улогу Симеона Његована у представи Корешподенција[3]
- Специјална награда за допринос филмској уметности, као део екипе филма Вампир, XV Фестивал српског филма фантастике[6]
- Награда Небојша Глоговац (2023) за улоге у позоришним представама Едип и Тит Андроник[7]
- Награда Милош Жутић (2023) за улогу Вертхајмера у позоришној представи Губитник[8]

## Улоге

### Позоришне представе
| Представа                      | Улога                                  | Позориште                       |
| ------------------------------ | -------------------------------------- | ------------------------------- |
| Станица компас                 |                                        | ДАДОВ                           |
| Натан Мудри                    | Темплар                                | Југословенско драмско позориште |
| Ајнштајнови снови              | Федерико, Школски, Акиле, Тонино, Ален | Југословенско драмско позориште |
| Случајна смрт једног анархисте | полицајац                              | Југословенско драмско позориште |
| Много буке ни око чега         | Клаудијо                               | Југословенско драмско позориште |
| Корешподенција                 | Симеон Његован                         | Звездара театар                 |
| Мапа измишљене стварности      | Хенрик Бергман                         | Сцена у Дому породице Павловић  |
| Милош Црњански                 | Млади Црњански                         | Мадленијанум                    |
| Кључеви од Лераха              | Максим                                 | Београдско драмско позориште    |
| Дама с камелијама              | Арман Дивал                            | Народно позориште у Београду    |
| Тит Андроник                   | Сатурнун                               | Југословенско драмско позориште |
| Губитник                       | Вертхајмер                             | Југословенско драмско позориште |

### Филмографија
| Год.   | Назив                     | Улога                       | Напомена          |
| ------ | ------------------------- | --------------------------- | ----------------- |
| 2010-е |                           |                             |                   |
| 2015.  | Сад ја мало снимам        | Страхиња                    | кратки филм       |
| 2016.  |                           | млади Лаза Костић           |                   |
| 2017.  |                           | млади Лаза Костић           | ТВ серија, 2 еп.  |
| 2017.  | холограмски дечак         |                             |                   |
| 2018.  |                           | хотелски собар              |                   |
| 2019.  |                           | протагониста                | кратки филм       |
| 2020-е |                           |                             |                   |
| 2021.  | Једини излаз              | Ђорђе Радовић               | ТВ серија, 1 еп.  |
| 2021.  | Александар од Југославије | Стеван                      | ТВ серија, 11 еп. |
| 2021.  | Пас и ветар               | —                           | кратки филм       |
| 2021.  | Једини излаз              | Ђорђе Радовић               | ТВ серија, 1 еп.  |
| 2021.  | Швиндлери                 | астролог                    | ТВ серија, 1 еп.  |
| 2021.  | Александар од Југославије | Стеван                      |                   |
| 2021.  | Вампир                    | отац Радосав                |                   |
| 2023.  | Сложна браћа — Next Đeneration           | Тесла                       | ТВ серија, 1 еп.  |
| 2023.  | Корак назад               | Срђан                       | кратки филм       |
| 2023.  | Иза камере                | Јужни, директор фотографије |                   |
| 2023.  | Што се боре мисли моје    | адјутант Симоновић          |                   |
| 2023.  | Бодин                     |                             |                   |

### Спотови
- Викенди — Нежни Далибор (2016)[11]